# Тампет
«Тампет» — гаитянский футбольный клуб из города Сен-Марк, в настоящий момент выступает в Лиге Гаитенне, сильнейшем дивизионе страны. Клуб основан 5 июля 1970 года, домашние матчи проводит на арене «Парк Левельт», вмещающей 10 000 зрителей. «Тампет» 5 раз побеждал в чемпионате Гаити, и является по этому показателю третьим по титулованности клубом страны. Клуб дважды представлял Гаити в Клубном чемпионате Карибского футбольного союза, в 2011 году клуб впервые в истории гаитянского футбола пробился в финал этого турнира, этот успех позволил клубу принять участие в Лиге чемпионов КОНКАКАФ сезона 2011/12, но в ней он выбыл уже в предварительном раунде уступив одному из фаворитов турнира мексиканской «Монаркас Морелия», с общим счётом по сумме двух матчей 0:7.

## Достижения
- Чемпионат Гаити по футболу:
  - Чемпион (6): 1992, 2008 Оувертуре, 2009 Оувертуре, 2010 Оувертуре, 2011 Ферметуре.
- Кубок Гаити по футболу:
  - Обладатель (1): 2005.
- Суперкубок Гаити по футболу:
  - Обладатель (1): 1992.
- Клубный чемпионат Карибского футбольного союза:
  - Финалист (1): 2011.

## Участие в международных турнирах
- Клубный чемпионат Карибского футбольного союза: 2 раза

2009: Четвёртое место
2011: Второе место
- Кубок чемпионов КОНКАКАФ: 1 раз

1993: Снят из-за политических санкций к Гаити
- Лига чемпионов КОНКАКАФ: 1 раз

2011-12: Предварительный раунд

## Известные игроки
- Керван Бельфор